# Rukmini Devi Arundale
Pour les articles homonymes, voir Arundale.
Rukmini Devi, née le 29 février 1904 à Madurai, morte le 24 février 1986 est une danseuse et personnalité politique indienne.

## Biographie
Née dans une famille de brahmanes (caste/communauté religieuse de la société indienne), elle fit très tôt la connaissance des arts et eut une éducation traditionnelle et religieuse. Cependant, ce n’est que plus tard qu’elle découvrit la danse. Son père étant membre de la Société théosophique de Madras, elle l’accompagnait souvent lors de ses voyages pour assister à ses conférences. C’est ainsi qu’elle rencontra le docteur George Arundale (en), célèbre pédagogue de cette époque et principal du Central Hindu College. Elle l’épousa à 17 ans. Ce mariage provoqua une vague de colère dans le Sud de l’Inde car c’était la première femme de caste brahmine qui épousait un Européen.
Lors d’un voyage en Australie, Rukmini Devi rencontra la danseuse célèbre Anna Pavlova : une grande amitié naquit entre ces deux femmes.
De retour en Inde en 1932, elle assista pour la première fois à un spectacle de danse. Elle fut immédiatement séduite par le raffinement et l’élégance de cet art, dont elle ne soupçonnait même pas l’existence. Elle décida de se consacrer à l’étude de cet art, en dépit de toutes les difficultés. En effet, la danse était alors réservée aux cérémonies rituelles des temples. Les danseuses (Devadasis) formaient une communauté close. Certaines devadasis étaient également devenues des courtisanes. Il était donc impensable, pour une femme « de bonne famille » de se consacrer à cet art. Rukmini Devi fit des recherches sur la danse dans les anciens textes sacrés et remit à jour les traités portant sur la danse et son langage gestuel rigoureusement codifié. 
Lorsque Rukmini Devi donna sa première représentation à Madras, les gens furent surpris de découvrir la beauté de cet art privé de vulgarité. Elle se produisit en Inde, en Europe et aux États-Unis. Son mari qui l’accompagnait dans ses tournées, donnait des conférences sur la culture et la philosophie indienne.
En 1936, Rukmini Devi, aidée d’éminents maîtres de danse et de musiciens fondèrent Kalakshetra. Elle souhaitait que la Fondation Kalakshetra soit un lieu où l’on enseigne les disciplines artistiques du sud de l’Inde et les valeurs spirituelles qui s’y rattachent.
Elle composa avec l’aide d’artistes prestigieux plus d’une douzaine de ballets de bharata natyam (dance dramas). Ces ballets puisent leur inspiration dans la mythologie hindoue.
Ces ballets, encore représentés aujourd’hui, témoignent plus que jamais de son génie artistique.
La théosophe belge, Serge Brisy la rejoint en 1955 afin de l'assister. Elle reste auprès d'elle jusqu'à sa mort en 1965.
Outre sa contribution à l’épanouissement du Bharata Natyam, Rukmini mena plusieurs combats sociaux.
Elle était membre du parlement et fut nommée membre de l'UNESCO. Elle mit en place plusieurs projets éducatifs en Inde. 
Elle reçut plusieurs fois le dalaï-lama à Kalakshetra et elle l'aida à instaurer un système éducatif pour les enfants des réfugiés tibétains. Elle reçut la « Queen Silver Medal » de la Société royale d’Angleterre en 1958 pour sa contribution à la protection des animaux.
Rukmini Devi s'est éteinte en 1986 à Madras, entourée d'artistes qu'elle avait sauvés de l'oubli et d'une nouvelle génération d'artistes qu'elle avait formée et qui, à son tour, perpétuerait cette tradition artistique.